# Anemia na gravidez
Anemia na gravidez é uma diminuição dos glóbulos vermelhos (hemácias) ou da hemoglobina no sangue durante a gravidez. Os sintomas na mãe geralmente não são específicos, mas podem incluir cansaço, pele pálida, palpitações, falta de ar e fraqueza.  As complicações na mãe podem incluir a necessidade de transfusões de sangue, depressão pós-parto, problemas cardíacos e risco de morte.  As complicações para a criança podem incluir parto prematuro e baixo peso ao nascer.
Ocorre mais comumente devido à deficiência de ferro e perda de sangue; embora outros tipos também possam ocorrer. Recomenda-se realizar testes de rotina. O diagnóstico é baseado em hemoglobina no primeiro ou terceiro trimestre inferior a 110 g/L ou hematócrito inferior a 33%; ou hemoglobina no segundo trimestre inferior a 105 g/L ou hematócrito inferior a 32%. Os testes de ferro, como a ferritina sérica, podem descartar a deficiência de ferro. Os tipos podem ser classificados ainda mais com base no volume médio da célula.
Os esforços para prevenir a anemia incluem uma dieta saudável, esperar pelo menos dois anos entre as gestações e tomar suplementos pré-natais.  O tratamento pode incluir suplementos adicionais de ferro. Na deficiência de ferro as melhorias devem ocorrer ao longo de algumas semanas. Na deficiência de folato, podem ser tomados suplementos do mesmo. Em anemia grave com níveis de hemoglobina menores que 60 g/L, transfusões de sangue podem ser recomendadas.
A anemia na gravidez é comum. As taxas variam de 5% nos Estados Unidos a mais de 80% em certos países em desenvolvimento. É ainda mais comum na gravidez na adolescência. A Organização Mundial de Saúde afirma que o investimento no tratamento da anemia nas mulheres proporciona um retorno do investimento doze vezes maior.